# SNCB 77 sorozat

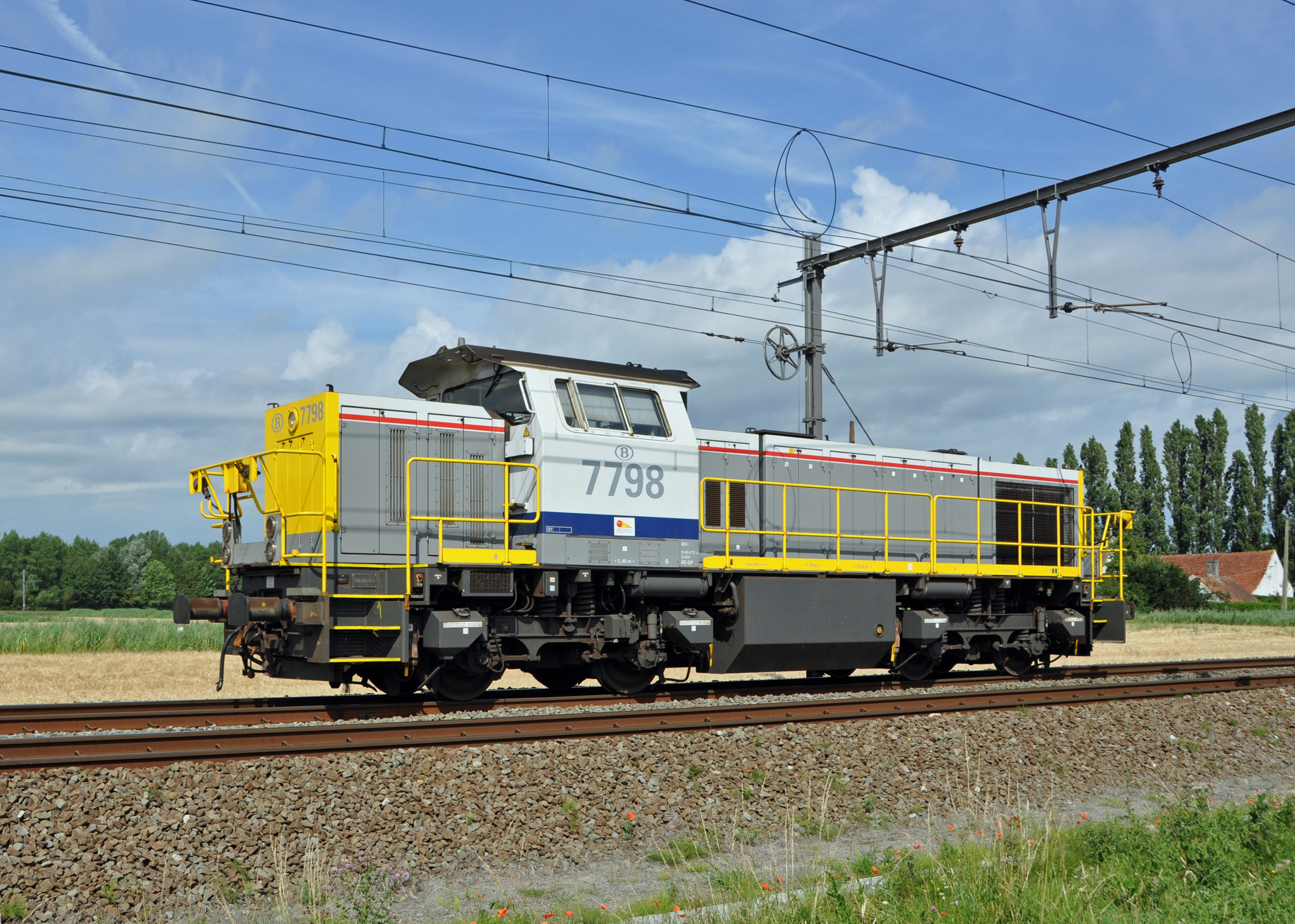
SNCB 77 sorozat

Az SNCB 77 sorozat (ismert még mint HLD 77 vagy  HLR 77) egy belga B-B tengelyelrendezésű, dízel-hidraulikus erőátvitelű dízelmozdony-sorozat. 1999 és 2005 között összesen 170 db készült belőle az SNCB/NMBS részére. Felhasználható fővonali tehervonatok vontatására és tolatószolgálatra is.

## Története
Az első 90 mozdonyt még a Vossloh Schienentechnik/Vossloh Locomotives gyártotta 1999-től, a régi, öreg fővonali dízelmozdonyok lecserélésére. A mozdony a MaK G 1205 sorozat egyik változata. Érdekesség, hogy a MaK-mozdonyok 12 hengeres V elrendezésű motorja helyett soros 6 hengeres motor került bele. 2005 júniusára mind a 170 mozdony munkába állt.